# Сан Силвестро (Форли-Чезена)
Сан Силвестро (итал. San Silvestro) је насеље у Италији у округу Форли-Чезена, региону Емилија-Ромања.
Према процени из 2011. у насељу је живело 10 становника. Насеље се налази на надморској висини од 502 м.